# 愉快なシーバー家
『愉快なシーバー家』（ゆかいなシーバーけ、原題：Growing Pains）は、アメリカのコメディ・テレビドラマ（海外ドラマ）。日本国内ではNHK教育テレビ（Eテレ）で1997年から2000年まで放送された。

## 概要
1985年から1992年の間にアメリカのABCで放送されたシットコムで、シーズン7まで制作された。また、2000年にはアメリカで映画版も制作されている。
日本では全7シーズン（アメリカ版第11話は欠番）がNHK教育で1997年4月2日から2000年8月2日まで放送されており、2002年1月7日から2003年3月23日にはNHK衛星第2テレビジョン（BS2）でシーズン1-5が再放送された。1999年2月25日にシーズン7を収録した字幕スーパー版のVHSが全5巻まで発売され、2006年6月2日にシーズン1・全22話（アメリカ版第11話を含む）を収録したDVD-BOXが発売された（日本語音声・日本語字幕を収録）。
当時売り出し中であった若手俳優や女優らが次々とゲストなどで出演するようになり、無名時代のブラッド・ピット、マシュー・ペリー、レオナルド・ディカプリオ、ヒラリー・スワンク、のちに『ビバリーヒルズ高校白書』『ビバリーヒルズ青春白書』でブレイクするジェニー・ガースやブライアン・オースティン・グリーン、『アーノルド坊やは人気者』でキンバリーを演じたダナ・プラトーなど、その後人気スターとなった俳優が多くゲスト出演したことで知られる。また、シーバー家の長男マイク役を演じるカーク・キャメロンの実妹キャンディス・キャメロン（『フルハウス』のD.J.役）も2回程出演している。

## 主なストーリー
育児や学校、人間関係や仕事など多岐にわたるテーマを設定しながら、家族という集団の中で濃密な時間を過ごす人間の姿をユーモアを織り交ぜ描き出している。一般的なホームドラマに比べてくせの強いキャラクターが多いのが特徴。麻薬、人種差別、ホームレス問題、死などの重たいテーマを扱う回も存在する。

## 出演者

### シーバー家
ジェイソン・シーバー（Jason Roland Seaver）
アラン・シック/吹き替え：安原義人
父親。職業は精神科医。ボストンカレッジの卒業生で、妻とは大学での出会い。妻が数年間の育児を担当し終えて職場に復帰するのと引き換えに、自宅に診療所を設置して在宅勤務をしながら子供の面倒を見ている。普段は頼られるパパだが、おっちょこちょいな一面もある。大学生のマイクの心理学の課題レポートを見つけ、精神科医としての自負から勝手に添削し、完璧なレポートに仕上げたつもりだが、結果は「D」判定。ショックを受け大学教授のもとへ抗議し、再度レポートの採点を受けてもらったが、今度は「F」判定とさらに成績を落としてしまい、マイクの信用を完全に失ってしまうエピソードがある。
予定をリストアップしている。お金にせこい一面があるが、ケチと言われると敏感に反応する。女性には甘く、食事を奢ることもある。兄にボブがいるが、第1シーズンで死去してしまいその日の夜に幽霊で登場する回がある。
マーガレット・シーバー（Margaret 'Maggie' Katherine Malone Seaver）
ジョアンナ・カーンズ/吹き替え：宮寺智子
母親。通称、マギー。ボストンカレッジ卒業。ジェイソンには大学で会った。新聞記者。後に、マローンとしてテレビリポーターに転職。夫のジェイソン同様ボストンカレッジの卒業生で、彼より13ヵ月年上。ジェイソンが時に息子たちと悪ふざけして騒ぐので、マギーが子供たちをより厳しく世話している立場である。クリスを高齢で出産したために、年齢的にクリスの子育てを心配したが、他の3人の子供が共に育ててくれるという夢を見て安心を得た。
マイケル・シーバー（Michael 'Mike' Aaron Seaver）
カーク・キャメロン/吹き替え：岩永哲哉
長男。通称、マイク。シーズン1では高校生であったが、年をとるのにあわせて大学へ進学し、婚約（後に破局）もする。勉強は不得意だが、ずる賢く両親の目を欺いては女の子と遊んだり、友人とパーティーに出かけたりする。
高校時代
両親から禁止されていたバイクを運転し事故を起こしてしまったが、尻の負傷を両親に隠すために、「あつあつのピザのチーズの上に座ってしまって火傷をした」と説明して言い逃れを行おうとした。
大学時代
進学にあたり一人暮らしを開始するが、賃貸をジェイソンに支払い実家のロフトに住んでいる。一人暮らしといっても、ほとんど母屋に赴くため、門限がなくなった程度の変化しかない。役者を目指しているが、両親には反対されている。大学で演出家として課題を発表したときは、演者の演技に納得いかなかったものの、教授や両親その他に絶賛され、自らの判断に悩み演劇の道を諦めようとしたが、教授の「見込みがある」の一言で悩みを払拭する。オフブロードウェイで役をもらうが両親に反対され、ロフトを飛び出しニューヨークで生活しながら練習するが、演出家に意見し解雇され、生活できず家に帰ってくる。
母校の高校に臨時代用教員として出向き、マイクの再来におびえる校長に問題児クラスを押し付けられ最初こそ苦戦したが、学生時代の悪行が功を奏し、最後にはその彼らを指導し教師としての手腕をほめられた。また、恵まれない環境で過ごす学生の集まる学校で教師を行い、ルークと出会う。そこでも自信を失いながらも教師として奮闘する。
キャロライン・シーバー（Carol Anne Seaver）
トレーシー・ゴールド、ジュディス・バーシ（幼少時）/吹き替え：冬馬由美
長女。通称、キャロル。学業優秀で才女。マイクとしばしば皮肉のぶつけ合いをして口喧嘩をし、ベンには嫌味を言う。整備不良だったマイクの車を試乗し、公務執行妨害の罪で留置場に収容された。罰金だけで済むから罪を認めろという両親に逆らい、自らの潔白を訴え勝ち取った（法的には公務執行妨害は成立していた）。信念を貫くその行動は、両親から賞賛された。
実家から離れたコロンビア大学へ通うことの苦痛を両親に訴えたが、家を出たマイクばかりを心配する両親に、怒りをぶつけ、ニューヨークで一人暮らしを決意する。ニューヨークで羽目をはずしすぎた生活をマイクにたしなめられ、マイクと共に家に帰り、後に大学寮に生活を移す。
ボーイフレンドがいないことを家族にからかわれることが多いがSeason7でドゥワイトというボーイフレンドができた。
ベンジャミン・シーバー（Benjamin 'Ben' Hubert Horatio Humphrey Seaver）
ジェレミー・ミラー/吹き替え：矢島晶子→くまいもとこ→山口勝平
次男。通称、ベン。食いしん坊。陽気な性格で、マイクの子分のようにしてイタズラに手を貸す。親友スティンキーと悪巧みを行うことが多く、時々夜遊びをしている。勉強が苦手だが、学校へ行かずマギーと一緒に勉強したときは成績が伸び、出来ないわけではない。後に周囲に馬鹿にされているという不安に陥ったため、学校に行くことになった。年頃の少年で、異性に興味を持ちだしているが、あまり女性心理が分からず失敗している。イジメを受けたことをきっかけに空手を極めたが、復讐相手から挑発を受けて馬鹿にされても、相手を傷つけてはいけないと悟り、手を出さないなど正しい心の優しさを持っている。
ジェレミー・ミラーとして、ベンがジェレミーの世界に引き込まれ、家族関係にない出演者と出会い、家族のありがたさを実感する。
- 吹き替え声優は、ベン役のジェレミーの声変わりに対応するために交代された。

クリスティン・シーバー（Christine 'Chris' 'Chrissy' Ellen Seaver）
アシュレー・ジョンソン/吹き替え：増田ゆき
次女。通称、クリス。シーズン4で誕生。マイクの悪巧みに付き合うことが多い。マイクを慕い、マイクと遊べない寂しさから想像上のねずみの友達「アイク」を生み出し一緒に遊んだ。後に遊び相手にアイクではなくマイクを優先したことで、アイクは悪態をつきながらシーバー家を去っていった。
ルーク・ブラウワー（Luke Brower）
レオナルド・ディカプリオ/吹き替え：阪口大助
ラスト（第7）シーズンで登場。初登場時15歳で、マイクが教師をしていた先の生徒だった。クラスでも成績がよく頭の回転も早い。最初こそマイクにとって天敵のような存在だったが、学ぶ喜びを共感するように。実はホームレスで学校に住んでいた。そのことがばれてしまい追い出されそうになり、マイクの家で引き取られることになった。数ヶ月の間シーバー家の家族同様に過ごす。後にトラック運転手の父親が現われ、マイク達との再会を約束し父と共に旅立つ。

### その他
ケイト・マクドネル（Kate McDonell）
チェルシー・ノーブル/吹き替え：高山みなみ
マイクの彼女。一度は別れたが、再び交際をする。
ボナー・スタボーン（Boner Stabone）
ジョシュ・アンドリュー・コーニッグ/吹き替え：鳥海勝美
マイクの親友。父親はシルベスタ。進路について悩んでいたが、オールFの成績を取ったのを機に海兵隊に志願する決意をして、マイクとは別々の道を歩んでいく。
ボビー（Bobby Wynette）
ケビン・ウィクステッド/吹き替え：金丸淳一
キャロルの元彼。

## エピソード

### シーズン1
| 話数 | 話数 | サブタイトル           | 原題                             | 放送日        |
| ---- | ---- | ---------------------- | -------------------------------- | ------------- |
| 1    | 3    | よろしくファミリー     | Jealousy                         | 1997年 4月2日 |
| 2    | 1    | 脱線したマイク         | Pilot                            | 4月9日        |
| 3    | 6    | マドンナの誘惑         | Mike's Madonna Story             | 4月16日       |
| 4    | 2    | ノリノリパパ           | Springsteen                      | 4月23日       |
| 5    | 4    | 耳を貸してキャロル     | Carol's Article                  | 4月30日       |
| 6    | 5    | ママのあせり           | Superdad!                        | 5月7日        |
| 7    | 22   | 夢で会いましょう       | Extra Lap                        | 5月14日       |
| 8    | 7    | のんびりできない親     | Weekend Fantasy                  | 5月21日       |
| 9    | 8    | パパとママの相性テスト | Slice of Life                    | 5月28日       |
| 10   | 9    | 苦い恋の味             | Carol's Crush                    | 6月4日        |
| 11   | 10   | バイクでトラブル       | Dirt Bike                        | 6月11日       |
| -    | 11   | マイクの通知表         | Standardized Test                | 未放送        |
| 12   | 12   | ベンの贈り物           | A Christmas Story                | 6月18日       |
| 13   | 14   | 男の美学               | First Blood                      | 6月25日       |
| 14   | 13   | マイクとジュリエット   | The Love Song of M. Aaron Seaver | 7月2日        |
| 15   | 15   | 兄弟戦争               | Slice of Life Ⅱ                  | 7月9日        |
| 16   | 17   | ふしんなプレゼント     | Charity Begins at Home           | 7月16日       |
| 17   | 16   | ロックでフィーバー     | The Seaver vs. the Cleavers      | 7月23日       |
| 18   | 19   | あわれ結婚記念日       | Reputation                       | 7月30日       |
| 19   | 18   | テスト必勝法           | The Anniversary That Never Was   | 8月20日       |
| 20   | 20   | なぞのパーティ         | Be a Man                         | 8月27日       |
| 21   | 21   | それぞれの決断         | The Career Decision              | 9月3日        |

### シーズン2
| 話数 | 話数 | サブタイトル               | 原題                             | 放送日         |
| ---- | ---- | -------------------------- | -------------------------------- | -------------- |
| 22   | 25   | 傷ついた妹                 | Long Day's Journey into Night    | 1997年 9月10日 |
| 23   | 23   | 復活！パパの青春           | Jason And The Cruisers           | 9月17日        |
| 24   | 24   | ドキドキ新学期             | Fast Times at Dewey High         | 9月24日        |
| 25   | 33   | 飛び級さわぎ               | Choices                          | 10月1日        |
| 26   | 26   | ウソが一番の罪             | Call Me                          | 10月8日        |
| 27   | 32   | 親子でルール違反           | The Breakfast Club               | 10月15日       |
| 28   | 27   | 立派なお兄ちゃん           | Employee Of The Month            | 10月22日       |
| 29   | 40   | ママ！ボクを見て           | Carnival                         | 10月29日       |
| 30   | 29   | 発見！魔法の石             | Do You Believe In Magic?         | 11月5日        |
| 31   | 28   | 恋するお年頃               | Dream Lover                      | 11月12日       |
| 32   | 30   | パパとママの対立           | Jason's Rib                      | 11月19日       |
| 33   | 31   | クリスマスのお客様         | The Kid                          | 11月26日       |
| 34   | 34   | 困った約束                 | Higher Education                 | 12月3日        |
| 35   | 36   | おじいちゃんのロマン       | Thank You, Willie Nelson         | 12月10日       |
| 36   | 37   | 勇気ある決断               | Thank God's It's Friday          | 12月17日       |
| 37   | 35   | パパはキューピッド？       | Some Enchanted Evening           | 12月24日       |
| 38   | 44   | うまい話にはご用心         | Confidentially Yours             | 1998年 1月7日  |
| 39   | 42   | パパは人生の大先輩         | Born Free                        | 1月14日        |
| 40   | 39   | キャロルの悩み             | Jimmy Durante Died For Your Sins | 1月21日        |
| 41   | 41   | パパとママの真実           | The Awful Truth                  | 1月28日        |
| 42   | 38   | 女の子はふしぎ？           | My Brother, Myself               | 2月4日         |
| 43   | 43   | がんばれ！アイドルじいさん | The Long Goodbye                 | 2月11日        |

### シーズン3
| 話数 | 話数 | サブタイトル            | 原題                                     | 放送日        |
| ---- | ---- | ----------------------- | ---------------------------------------- | ------------- |
| 44   | 45   | アロハ！シーバー家 前編 | Aloha: Parts 1                           | 1998年 4月1日 |
| 45   | 46   | アロハ！シーバー家 後編 | Aloha: Parts 2                           | 4月8日        |
| 46   | 47   | マイクの正義は！？      | Taking Care of Business                  | 4月15日       |
| 47   | 48   | マギーの大ニュース      | Not Necessarily the News                 | 4月22日       |
| 48   | 49   | マイクが生徒会長！？    | Michaelgate                              | 4月29日       |
| 49   | 50   | おねだり大作戦          | Big Brother Is Not Watching              | 5月6日        |
| 50   | 51   | スター誕生              | A Star Is Born                           | 5月13日       |
| 51   | 52   | 恐怖の一夜              | Gone But Not Forgotten                   | 5月20日       |
| 52   | 53   | 恋多きキャロル          | Who's Zoomin' Who?                       | 5月27日       |
| 53   | 54   | ベンの悪夢              | This Is Your Life                        | 6月3日        |
| 54   | 55   | マイク、スターに挑戦    | Broadway Bound                           | 6月10日       |
| 55   | 56   | 天才のつまずき          | The Scarlet Letter                       | 6月17日       |
| 56   | 57   | 本音でトーク            | A Reason To Live                         | 6月24日       |
| 57   | 58   | マイクの試練            | Nasty Habits                             | 7月1日        |
| 58   | 59   | キャロルの結婚宣言      | The Marrying Kind                        | 7月8日        |
| 59   | 60   | 突然の大ニュース        | State Of The Union                       | 7月15日       |
| 60   | 61   | ママは裏切り者？        | The Mom Who Knew Too Much                | 7月22日       |
| 61   | 62   | マイク大いなる期待      | Great Expectations                       | 7月29日       |
| 62   | 63   | ダンス・フィーバー 前編 | Dance Fever Part 1                       | 8月5日        |
| 63   | 64   | ダンス・フィーバー 後編 | Dance Fever Part 2                       | 8月19日       |
| 64   | 65   | みんなの赤ちゃん！      | Bringing Up Baby                         | 8月26日       |
| 65   | 66   | 家族の思い出 前編       | The Obscure Objects Of Our Desire Part 1 | 9月2日        |
| 66   | 67   | 家族の思い出 後編       | The Obscure Objects Of Our Desire Part 2 | 9月9日        |
| 67   | 68   | 戦うシーバー家 前編     | How The West Was Won Part 1              | 9月16日       |
| 68   | 69   | 戦うシーバー家 後編     | How The West Was Won Part 2              | 9月23日       |
| 69   | 70   | マイクの卒業式          | Graduation Day                           | 9月30日       |

### シーズン4
| 話数 | 話数 | サブタイトル            | 原題                         | 放送日         |
| ---- | ---- | ----------------------- | ---------------------------- | -------------- |
| 70   | 71   | ふりまわされてベン      | Fool For Love                | 1998年 10月7日 |
| 71   | 72   | ようこそ赤ちゃん        | Birth Of A Seaver            | 10月14日       |
| 72   | 73   | マイクの独立戦争 前編   | Family Ties Part 1           | 10月21日       |
| 73   | 74   | マイクの独立戦争 後編   | Family Ties Part 2           | 10月28日       |
| 74   | 75   | おばあちゃんの恋人      | Guess Who's Coming To Dinner | 11月4日        |
| 75   | 76   | 素顔のクイーン          | Homecoming Queen             | 11月11日       |
| 76   | 77   | マイクの芸術写真        | Nude Photos                  | 11月18日       |
| 77   | 78   | ベンのファーストキス    | Ben's First Kiss             | 11月25日       |
| 78   | 79   | ママの座ピンチ！        | The Nanny                    | 12月2日        |
| 79   | 80   | ドッキリ家族旅行        | Mandingo                     | 12月9日        |
| 80   | 81   | 初めてのウソ2度めの恋   | In Carol We Trust            | 12月16日       |
| 81   | 82   | ママの長い一日          | Mom Of The Year              | 12月23日       |
| 82   | 83   | さよならボナー          | Semper Fidelis               | 12月30日       |
| 83   | 84   | あこがれのスター        | Feet Of Clay                 | 1999年 1月6日  |
| 84   | 85   | 悪夢のパーティー        | Anniversary From Hell        | 1月13日        |
| 85   | 86   | マイクの人生勉強        | Fortunate Son                | 1月20日        |
| 86   | 87   | 男と女の主張            | Double Standard              | 1月27日        |
| 87   | 88   | キャロルの進学トラブル  | The Recruiter                | 2月3日         |
| 88   | 89   | 親と子の心理学          | Show Ninety -- Who Knew?     | 2月10日        |
| 89   | 90   | セカンド・チャンス      | Second Chance                | 2月17日        |
| 90   | 91   | 船上は愛でいっぱい 前編 | The Loooove Boat Part 1      | 2月24日        |
| 91   | 92   | 船上は愛でいっぱい 後編 | The Loooove Boat Part 2      | 3月3日         |

### シーズン5
| 話数 | 話数 | サブタイトル             | 原題                               | 放送日         |
| ---- | ---- | ------------------------ | ---------------------------------- | -------------- |
| 92   | 93   | マイク愛が止まらない     | Anger With Love                    | 1999年 3月10日 |
| 93   | 94   | マイクとジェリーの結婚   | Mike And Julie's Wedding           | 3月17日        |
| 94   | 95   | キャロルの社会勉強       | Carol Meets The Real World         | 3月24日        |
| 95   | 96   | マイク 夢の第一歩        | Fish Bait                          | 3月31日        |
| 96   | 97   | 恋人はとても大人！？     | Teach Me                           | 4月7日         |
| 97   | 98   | ベンの悪知恵             | Carol's Papers                     | 4月14日        |
| 98   | 99   | 気分は大スター！         | Coughing Boy                       | 4月21日        |
| 99   | 100  | シーバー家の革命 前編    | The New Deal Part 1                | 4月28日        |
| 100  | 101  | シーバー家の革命 後編    | The New Deal Part 2                | 5月5日         |
| 101  | 102  | 一番悪いのは…            | Paper Route                        | 5月12日        |
| 102  | 103  | いきなり大金持ち         | Five Grand                         | 5月19日        |
| 103  | 104  | 才女はつらいよ           | Carol's Promotion                  | 5月26日        |
| 104  | 105  | 人生最高の夜             | Ben And Mike's Excellent Adventure | 6月2日         |
| 105  | 106  | ザ・トライアングル       | The Triangle                       | 6月9日         |
| 106  | 107  | 帰ってきたトライアングル | The Return Of The Triangle         | 6月16日        |
| 107  | 108  | 一家団結ショー           | The Home Show                      | 6月23日        |
| 108  | 109  | ベン ピアスの乱          | Jason vs Maggie                    | 6月30日        |
| 109  | 110  | 別れても気になる人       | Mike, Kate And Julie               | 7月7日         |
| 110  | 111  | スパルタ教師マイク       | Mike The Teacher                   | 7月14日        |
| 111  | 112  | キャロルは有罪？         | Carol In Jail                      | 7月21日        |
| 112  | 113  | マギーの悪夢             | Future Shock                       | 7月28日        |
| 113  | 114  | ベン悪魔のささやき       | Ben Cheats                         | 8月4日         |
| 114  | 115  | 大演出家マイク           | Mike The Director                  | 8月11日        |
| 115  | 116  | シーバー家大騒動         | Weekend At Mike's                  | 8月18日        |
| 116  | 117  | ベンの初監督作品         | Ben's Movie                        | 8月25日        |
| 117  | 118  | 星空に夢を               | If There's A Will                  | 9月8日         |

### シーズン6
| 話数 | 話数 | サブタイトル                     | 原題                                  | 放送日        |
| ---- | ---- | -------------------------------- | ------------------------------------- | ------------- |
| 118  | 119  | マイクの生き方                   | Mike's Choice                         | 1999年 9月8日 |
| 119  | 120  | マイクN.Y.へ行く                 | Midnight Cowboy                       | 9月15日       |
| 120  | 121  | マイクのルームメイト             | Roommates                             | 9月22日       |
| 121  | 122  | パパになったマイク               | Daddy Mike                            | 9月29日       |
| 122  | 123  | ベン6週間の恋                    | Ben's Sure Thing                      | 10月6日       |
| 123  | 124  | パパとママの疑惑の日             | Jason Flirts, Maggie Hurts            | 10月13日      |
| 124  | 125  | ハッピー・ハロウィン パート1     | Happy Halloween Part 1                | 10月20日      |
| 125  | 126  | ハッピー・ハロウィン パート2     | Happy Halloween Part 2                | 10月27日      |
| 126  | 127  | レッツ・ゴー！ヨーロッパ パート1 | Let's Go Europe Part 1                | 11月3日       |
| 127  | 128  | レッツ・ゴー！ヨーロッパ パート2 | Let's Go Europe Part 2                | 11月10日      |
| 128  | 129  | レッツ・ゴー！ヨーロッパ パート3 | Let's Go Europe Part 3                | 11月17日      |
| 129  | 130  | パパの本領発揮                   | Divorce Story                         | 11月24日      |
| 130  | 131  | クリシーの夢の友だち             | The World According To Chrissy        | 12月1日       |
| 131  | 132  | 運命のダブル・デート             | How Could I Leave Her Behind?         | 12月8日       |
| 132  | 133  | そっくり親子                     | Like Father, Like Son                 | 12月15日      |
| 133  | 134  | 企業家ベン                       | Ben's Rap Group                       | 12月22日      |
| 134  | 135  | さよならおじいちゃん             | Eddie, We Hardly Knew Ye              | 12月29日      |
| 135  | 136  | ヒミツの旅行                     | Maggie Seaver's "The Meaning Of Life" | 2000年 1月5日 |
| 136  | 137  | パパの大いなる策略               | All The World Is A Stage              | 1月12日       |
| 137  | 138  | 悲しき誤解                       | Not With My Carol You Don't           | 1月19日       |
| 138  | 139  | シーバー家に会いまショー         | Meet The Seavers                      | 1月26日       |
| 139  | 140  | キャロルの夢一夜                 | Carol's Carnival                      | 2月2日        |
| 140  | 141  | ベンとママの絆                   | Home Schooling                        | 2月9日        |
| 141  | 142  | ベガスで結婚！！                 | Viva Las Vegas                        | 2月16日       |

### シーズン7
| 話数 | 話数 | サブタイトル            | 原題                         | 放送日         |
| ---- | ---- | ----------------------- | ---------------------------- | -------------- |
| 142  | 143  | 熱血教師マイク          | Back To School               | 2000年 2月23日 |
| 143  | 144  | 流浪の少年ルーク        | Stop, Luke, And Listen       | 3月1日         |
| 144  | 145  | ようこそルーク          | In Vino Veritas              | 3月8日         |
| 145  | 146  | シーバー家の冷戦        | Paper Tigers                 | 3月15日        |
| 146  | 147  | 若き保護者マイク        | The Young And The Homeless   | 3月23日        |
| 147  | 148  | パパの暴走ステージ      | Jason Sings The Blues        | 3月29日        |
| 148  | 149  | 女だけの旅行            | The Kid's Still Got It       | 4月5日         |
| 149  | 150  | 夜ふかしクリシー        | There Must Be A Pony         | 4月12日        |
| 150  | 151  | 吹き荒れる大ウソ        | The Big Fix                  | 4月19日        |
| 151  | 152  | ホーム・マローン        | Home Malone                  | 4月26日        |
| 152  | 153  | ルークの父あらわる！    | Bad Day Cafe                 | 5月3日         |
| 153  | 154  | ベンの小さな自信        | B=MC2                        | 5月10日        |
| 154  | 155  | クリスマスは別れの日    | It's Not Easy Being Green    | 5月17日        |
| 155  | 156  | 悪夢のスキー旅行        | The Call Of The World        | 5月24日        |
| 156  | 157  | 家族の証明              | Honest Abe                   | 5月31日        |
| 157  | 158  | ルーク外出禁止令        | Vicious Cycle                | 6月7日         |
| 158  | 159  | ベンとルークの友情      | Menage A Luke                | 6月14日        |
| 159  | 160  | ベン ドラゴンへの道     | The Five Fingers Of Ben      | 6月21日        |
| 160  | 161  | 友情とは忍耐なり        | Don't Go Changin'            | 6月28日        |
| 161  | 162  | 涙をふいてルーク        | The Truck Stops Heres        | 7月5日         |
| 162  | 163  | ママの輝ける歴史        | Maggie's Brilliant Career    | 7月12日        |
| 163  | 164  | ある夜のできごと        | The Wrath Of Con Ed          | 7月19日        |
| 164  | 165  | さよならシーバー家 前編 | The Last Picture Show Part 1 | 7月26日        |
| 165  | 166  | さよならシーバー家 後編 | The Last Picture Show Part 2 | 8月2日         |

## 日本語版制作スタッフ
- 翻訳 - 岩本令[21]
- 演出 - 木村絵理子
- 調整 - 高久考雄
- 効果 - 倉橋静男
- 制作 - 東北新社 / NHKエンタープライズ21

## 映画版
シーバー家の8年後の姿を描く映画『The Growing Pains Movie』（邦題：「愉快なシーバー家 ママの選挙運動」）が2000年に制作され、日本では2002年にWOWOWで放送された。
あらすじ
マイク、キャロル、ベンの3人は独立してそれぞれの生活を送るシーバー一家だったが、ひょんな事から母親のマギーが選挙に出ることになり、応援のため久しぶりに一家が集結する。

## 補足
- 1999年2月、ワーナー・ホーム・ビデオからシーズン7を収録した番組VHSが発売された。シーズン7のみのビデオ発売となったのは、このシーズンに映画『タイタニック』で一躍人気者になった少年時代のレオナルド・ディカプリオが出演しているためである。
- 2006年6月、ワーナー・ホーム・ビデオよりシーズン1を収録した番組DVDが発売された。NHK未放送エピソードやNG集、番組終了から数年後に出演者が再会した時の場面も収められている。

## 海外での評価
アメリカ国内では大成功を収めたものの、欧州での評判は今1つで、アジアでは中国、台湾と香港、日本で放映されたが、評判が良かったのは中国と日本だという。特に中国では1980年代以降に生まれた子供たちにとって、一生の思い出だと言う。
amazon.cnでは全シーズン収録のDVD、対訳・学習ソフトをまとめた商品が発売されている。